# Nick LaCava
Nick LaCava (ur. 24 października 1986 r.) – amerykański wioślarz.

## Osiągnięcia
- Mistrzostwa Świata – Poznań 2009 – czwórka bez sternika wagi lekkiej – 12. miejsce[1].